# Axinaea quitensis
Axinaea quitensis là một loài thực vật có hoa trong họ Mua. Loài này được Benoist mô tả khoa học đầu tiên năm 1934.